# Lijst van spelers van Randers FC
Deze lijst omvat voetballers die bij de Deense voetbalclub Randers FC spelen of gespeeld hebben. De namen van de spelers zijn alfabetisch gerangschikt.

## A
- Casper Abildgaard
- David Addy
- Mads Agenen
- Issah Ahmed
- Ebbe Andersen
- Jacob Andersen
- Jonas Andersen
- Mikkel Andersen
- Steen Andersen
- Thomas Andersen
- Christian Andreasen
- John Andreasen
- Emil Antonsen
- Robert Arzumanyan

## B
- Edgar Babayan
- Mikkel Beckmann
- Alain Behi
- Søren Berg
- Poul Bilde
- Morten Bisgaard
- Teddy Bjarnason
- Jonas Borring
- Pierre Boya
- Anders Bødker
- Nicolas Bøgild
- Carsten Brandenborg
- Jeppe Brandrup
- Nicolai Brock-Madsen
- Che Bunce
- Bédi Buval
- Michael Byskov

## C
- Dennis Cagara
- René Carlsen
- Kian Christensen
- Morten Christensen
- Claus Christiansen
- Jesper Christiansen
- Peter Christiansen
- Nathan Coe
- Mikkel Cramer

## D
- Thomas Dalgaard
- Jonas Damborg
- Steen Danielsen
- Lars Daugaard Nielsen
- Lorenzo Davids
- Charlie Davies

## E
- Anders Egholm
- Lars Elstrup

## F
- Fabinho
- Djiby Fall
- Martin Fanø Laursen
- Erton Fejzullahu
- Oliver Feldballe
- Mads Fenger
- Alexander Fischer
- Jan Frederiksen
- Carsten Fredgaard
- Bobbie Friberg da Cruz
- Peter Friis

## G
- Christopher Geertsen
- Tobias Grahn
- Klaus Granlund
- Atli Gregersen
- Kim Grunnet

## H
- Heini Hald
- Alan Hansen
- Esben Hansen
- Frank Hansen
- Jens Kristian Hansen
- Michael Hansen
- Rasmus Hansen
- Rasmus Hansen
- Rune Hastrup
- Christopher Hazra
- Elfar Helgason
- Søren Holdgaard

## J
- Tijan Jaiteh
- Lars Jakobsen
- Jeppe Jensen
- John Jensen
- Kasper Jensen
- Martin Jensen
- Søren Jensen
- Allan Jepsen
- Marc Jepsen
- Karsten Johansen
- Carl Johansson
- Will John
- Nocko Jokovic
- José Junior
- Alexander Juel Andersen
- Kasper Junker

## K
- Mikkel Kallesøe
- Jonas Kamper
- Morten Karlsen
- Rasmus Katholm
- Gökcan Kaya
- Christian Keller
- Christian Kemph
- Imad Khalili
- Jørn Kjær
- Mads Knudsen
- Kim Kolstrup
- Sebastjan Komel
- Danni König
- Frank Kristensen
- Søren Kristensen
- Ulrik Kristensen
- Pétur Kristjánsson

## L
- Henning Larsen
- Jan Larsen
- Jan Larsen
- Lars Larsen
- Morten Lauritsen
- Michael Laursen
- Mogens Laursen
- Kasper Lorentzen
- Palle Lund
- Viktor Lundberg
- Lars Lundkvist
- Per Lykke
- Kasper Lynge Nielsen

## M
- Bjarne Madsen
- Tommy Markussen
- José Mota
- Joera Movsisjan
- Kristian Møller
- René Møller
- Ole Møller-Nielsen

## N
- Floribert N'Galula
- Lee Nguyen
- Gert Nielsen
- Malthe Nielsen
- Nikolaj Nielsen
- Per Nielsen
- Marc Nygaard
- Ruben Nygaard

## O
- George Odhiambo
- Allan Olesen
- Ricki Olsen
- Emil Ousager
- David Ousted
- Kim Østergard Nielsen

## P
- Flemming Pedersen
- Kenneth Pedersen
- Marc Pedersen
- Martin Pedersen
- Ralf Pedersen
- Søren Pedersen
- Jens Poulsen
- Nikolaj Poulsen
- Svenne Poulsen
- Steven Pressley

## R
- Leif Raaby
- Mikkel Rask
- Jørgen Rasmussen
- Kasper Rasmussen
- Peder Rasmussen
- Bent Ravn
- Rasmus Refsgaard
- Emil Riis Jakobsen
- Jan Rindom
- Lasse Rise
- Rasmus Rosenkilde
- Simon Rosenkvist
- Aleksandrs Roslovs
- Per Røntved
- Kasper Rynkeby

## S
- Dormushali Saidhodzha
- Bassala Sambou
- John Sandberg
- Tidiane Sané
- Ousmane Sarr
- Remco van der Schaaf
- Andreas Schultz
- Ronnie Schwartz
- Dennis Siim
- Alex da Silva
- Brian Skaarup
- Jesper Søgaard
- Chris Sørensen
- Dan Sørensen
- Erik Sørensen
- Mathias Sørensen
- Per Steenberg
- Kevin Stuhr Ellegaard
- Arunas Suika
- Martin Svensson

## T
- Adama Tamboura
- Johnny Thomsen
- Jesper Thygesen
- Tiago Targino
- Elhadji Timera
- Gökhan Tokay
- Mads Toppel
- Stig Tøfting
- Jørgen Trads
- Christian Traoré

## V
- Søren Vestergaard
- Helge Vonsyld

## W
- Jonas Westmark

## Y
- Todor Yanchev